# Suisse aux Jeux olympiques d'hiver de 1994
Cet article contient des informations sur la participation et les résultats de la Suisse aux Jeux olympiques d'hiver de 1994 à Lillehammer en Norvège. La Suisse était représentée par 59 athlètes. Ils ont remporté neuf médailles : 3 d'or, quatre d'argent et deux de bronze, ce qui place la Suisse aux 8e rang du tableau des médailles.

## Médailles
| Médaille                            | Nom                                                    | Sport            | Compétition                   |
| ----------------------------------- | ------------------------------------------------------ | ---------------- | ----------------------------- |
| Médaille d'or, Jeux olympiques      | Donat Acklin Gustav Weder                              | Bobsleigh        | Bob à deux hommes             |
| Médaille d'or, Jeux olympiques      | Andreas Schönbächler                                   | Ski acrobatique  | Saut hommes                   |
| Médaille d'or, Jeux olympiques      | Vreni Schneider                                        | Ski alpin        | Slalom femmes                 |
| Médaille d'argent, Jeux olympiques  | Guido Acklin Reto Götschi                              | Bobsleigh        | Bob à deux hommes             |
| Médaille d'argent, Jeux olympiques  | Donat Acklin Kurt Meier Domenico Semeraro Gustav Weder | Bobsleigh        | Bob à quatre hommes           |
| Médaille d'argent, Jeux olympiques  | Urs Kälin                                              | Ski alpin        | Slalom géant hommes           |
| Médaille d'argent, Jeux olympiques  | Vreni Schneider                                        | Ski alpin        | Combiné femmes                |
| Médaille de bronze, Jeux olympiques | Jean-Yves Cuendet Hippolyt Kempf Andreas Schaad        | Combiné nordique | Relais hommes 3x10 kilomètres |
| Médaille de bronze, Jeux olympiques | Vreni Schneider                                        | Ski alpin        | Slalom géant femmes           |